# Isachne eberhardtii
Isachne eberhardtii är en gräsart som beskrevs av Aimée Antoinette Camus. Isachne eberhardtii ingår i släktet Isachne och familjen gräs. Inga underarter finns listade i Catalogue of Life.